# Nissan Maxima
La Nissan Maxima è un'autovettura prodotta dalla casa automobilistica giapponese Nissan dal 1980.

## Prima generazione (1980-1984)
La denominazione Maxima è stata introdotta per la prima volta sulla Datsun 810 di seconda generazione (codice progetto G910) che venne presentata per il mercato americano nel 1980 come Model Year 1981. Nello specifico Maxima identificava l'allestimento di punta della 810, mentre quello base era denominato DeLuxe. La Datsun 810 era essenzialmente la versione per il mercato nordamericano della Datsun Bluebird (910) giapponese a trazione posteriore ampiamente modificata con il cofano e il vano motore allungato di 99 mm per ospitare motori sei cilindri in linea. Questo modello ha sostituito la Datsun 810 (prima generazione). La produzione avveniva nello stabilimento Nissan di Oppama.

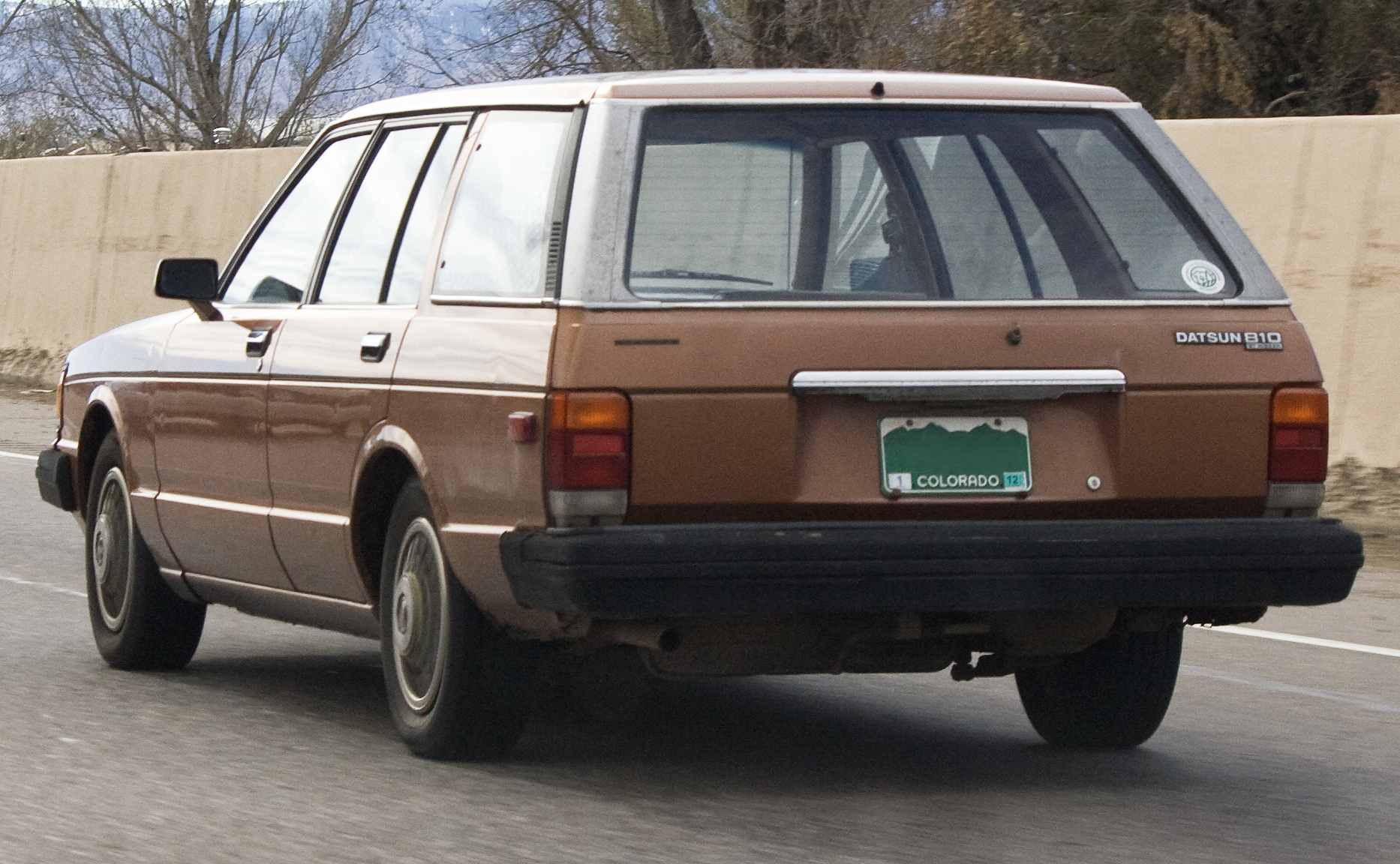
Datsun 810 Wagon

La vettura era disponibile in due varianti di carrozzeria: berlina quattro porte e station wagon. Le berline avevano sospensioni posteriori indipendenti e quattro freni a disco mentre la station wagon aveva un assale posteriore rigido con molle a balestra e freni posteriori a tamburo. 
La 810 Deluxe era dotata di un cambio manuale a cinque rapporti mentre la 810 Maxima era disponibile solo con un automatico Jatco a quattro rapporti. Il motore era il 2,4 litri benzina  L24E sei cilindri in linea che già montava la precedente Datsun 810 ma con potenza aumentata a 120 CV (89 kW) e con più coppia disponibile a un regime inferiore. Il secondo motore disponibile era un sei cilindri in linea diesel aspirato LD28 OHC da 2,8 litri erogante 91 CV abbinato ad un cambio manuale a cinque velocità o automatico a quattro velocità con overdrive.
Nel 1981 venne introdotto il Model Year 1982 e la denominazione Datsun 810 venne abbandonata in favore di Datsun Maxima.
La Maxima presentava un sistema di avviso vocale basato sul fonografo. I modelli 1981 possedevano l'avviso di spegnimento delle luci mentre dal 1982 venne implementato avvisando il guidatore anche delle portiere aperte, chiave inserita, baule aperto ecc. 
Nel 1983 il marchio Datsun viene ritirato dagli Stati Uniti e tutta la gamma, compresa la Maxima, adottò il marchio Nissan. 

## Seconda generazione (1984-1988)
Il 17 ottobre 1984 fu introdotta sul mercato americano la seconda generazione e tale vettura è anche la prima della serie Maxima basata su un telaio a trazione anteriore in quanto è strettamente imparentata con la Nissan Bluebird (U11). La Maxima debuttò come Model Year 1985 ed era disponibile in Nord America con il nuovo motore V6 benzina VG30E da 3,0 litri erogante 157 CV (117 kW) abbinato al cambio automatico a quattro marce o manuale a cinque marce. Due erano le carrozzeria: berlina quattro porte e wagon. 

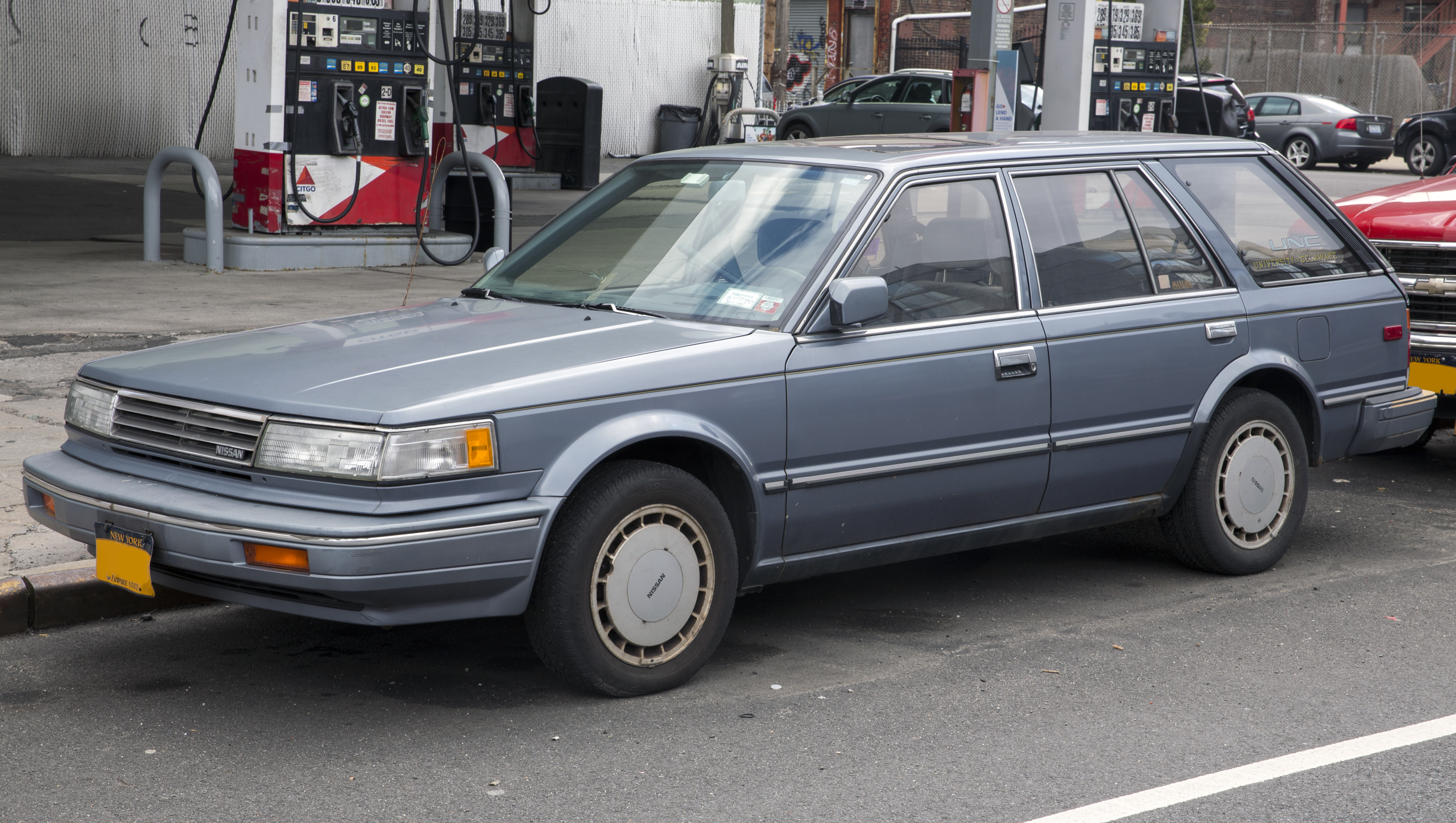
La versione wagon

La berlina era più lunga e raggiungeva una lunghezza di 4,694 metri mentre la station wagon aveva una lunghezza di 4,610 metri per via dei paraurti posteriori specifici. L'abitacolo della wagon inoltre era più ampio e sviluppato in altezza. 
La berlina era alta 1, 389 metri mentre la wagon era alta 1,410 metri. 
Alla fine del 1986 venne introdotta la Maxima Model Year 1987 oggetto di un lieve restyling estetico che portò al debutto lievi modifiche alla calandra e alle dotazioni. Vennero introdotte le cinture di sicurezza in grado di spostarsi automaticamente sul montante anteriore (per facilitare la presa) e venne introdotta anche il sistema keyless a distanza con un pannello sulla porta del guidatore che permetteva di azionare senza la chiave inserita tutti i comandi per vetri elettrici, serrature, antenna, regolazione sedili elettrici, apertura del bagagliaio, sistema di avviso vocale. Sulla berlina era disponibile anche una strumentazione digitale con computer di bordo e un tetto apribile elettrico opzionale (il tetto apribile era di serie sulle station wagon). 
Nel 1988 venne introdotto il Sonar Suspension System, che, in sostituzione del computer di bordo offriva un radar che utilizzava le onde sonar per monitorare le condizioni della strada e regolare le sospensioni per garantire maggior comfort di guida.

### Nissan Bluebird Maxima (Giappone)

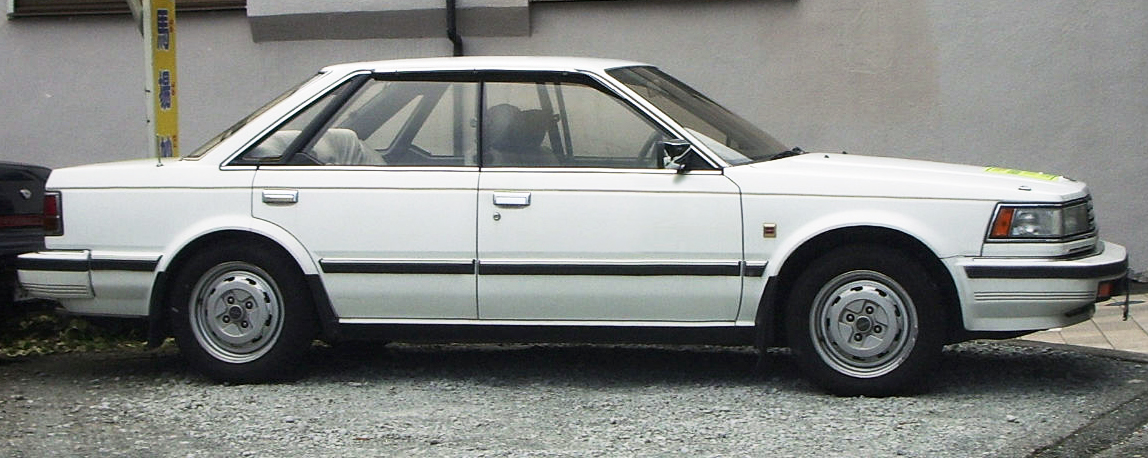
Nissan Bluebird Maxima per il mercato giapponese

Gli esemplari venduti in Giappone erano ribattezzati Nissan Bluebird Maxima e solo per il mercato locale era proposta la carrozzeria del tipo hatdtop sedan con quattro porte ma priva di montante centrale. La lunghezza era la stessa della berlina nordamericana. Il motore era un più piccolo 2,0 litri benzina disponibile in versione aspirata (sigla VG20E) DOHC 12 valvole da 116 CV (85 kW) erogante 161 Nm a 3.600 giri/min. Oltre all'aspirato era disponibile la versione turbo VG20ET 12 valvole che eroga 170 CV (125 kW) e una coppia massima di 216 Nm a 4.000 giri/min. Il cambio per entrambi i motori era manuale a cinque marce o automatico a quattro marce. 

## Terza generazione (1988-1994)
La terza generazione debutta il 24 ottobre 1988 come Model Year 1989 ed è nota con il codice progettuale J30. Basata su una nuova piattaforma a trazione anteriore la terza serie possiede una lunghezza pari a 4,765 metri con un passo allungato fino a 2,649 metri e sul mercato nordamericano venne classificata come vettura "mid size". Esteticamente la vettura introduceva un nuovo design più aerodinamico (con un CX pari a 0,32) e con forme morbide e la vettura venne pubblicizzata dalla Nissan come "4DSC" (acronimo di 4-Door Sport Car ovvero "auto sportiva a quattro porte"). 
Venne commercializzata brevemente anche in Giappone presso la rete di vendita Nissan Bluebird Store andando a sostituendo la berlina Nissan Leopard. La gamma motori era composta dal propulsore V6 3,0 litri VG30E benzina erogante 160 CV abbinato ad un cambio manuale a cinque rapporti o automatico Jatco a quattro rapporti, mentre all’apice della gamma era disponibile il 3.0 VG30E da 190 CV con entrambe le trasmissioni. La dotazione di accessori comprendeva una versione evoluta del Super Sonic Suspension e del sistema keyless con un nuovo pannello nella portiera che permetteva di comandare apertura dei vetri e del tettuccio, regolazione dei sedili e svariate altre funzioni automatizzate senza la chiave inserita. Inoltre venne introdotto l'heads up display, una vera novità nell'industria automobilistica in quanto tale strumento proiettava un'immagine olografica della velocità del veicolo su un piccolo schermo nel parabrezza. L'ABS era proposto optional sui modelli base e di serie sui modelli top di gamma. 

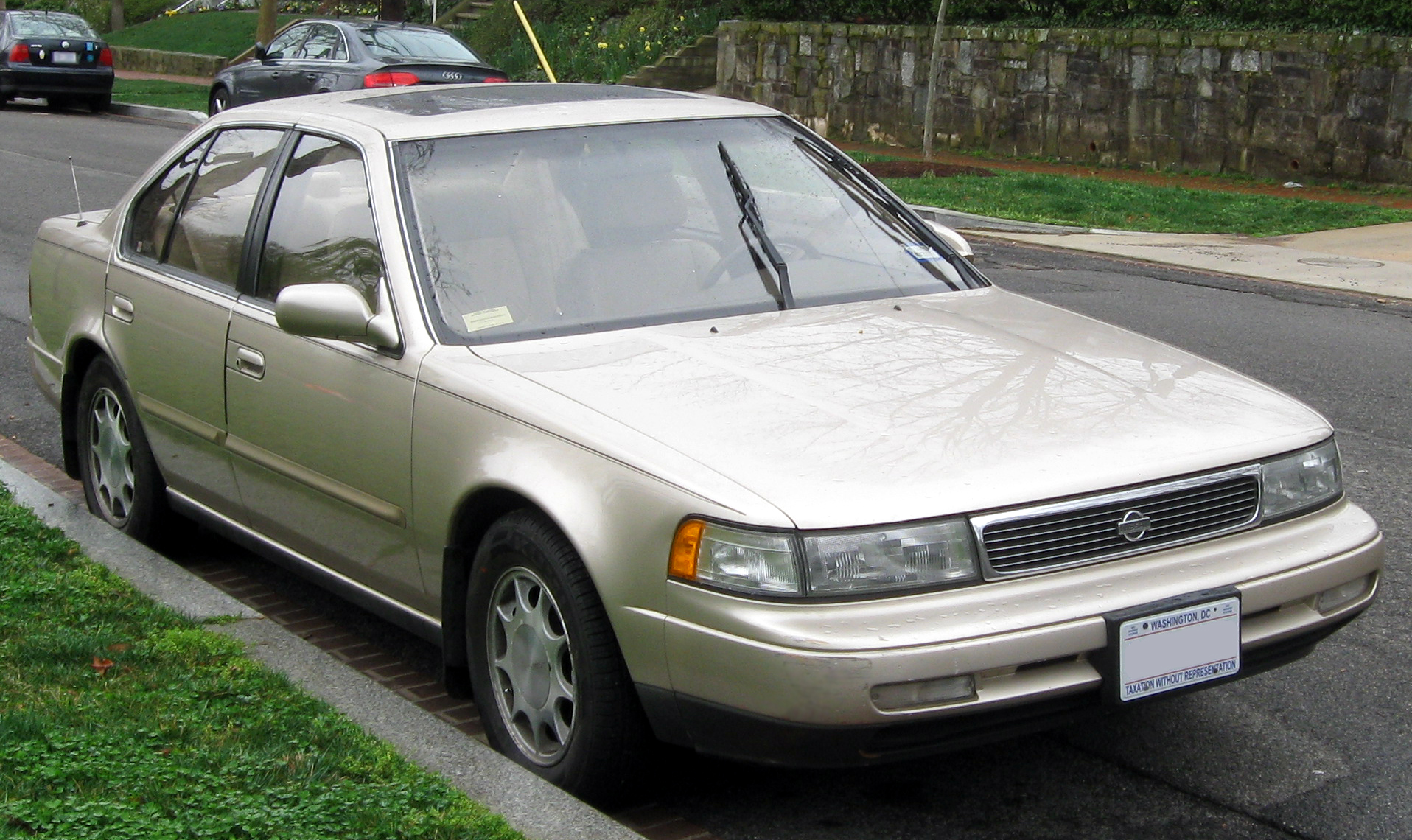
La Maxima dopo il restyling Model Year 1992

Sul mercato australiano la filiale locale Nissan iniziò ad importare la Maxima serie J30 nel maggio 1990 per sostituire la Nissan Skyline (R31) assemblate localmente. L'unico motore disponibile era il VG30E V6 da 3,0 litri con potenza di 164 CV (122 kW) abbinato al cambio automatico a quattro velocità. 
Nell'agosto 1991 debutta un aggiornamento come Model Year 1992 e venne introdotta una nuova calandra dal design più moderno che ospita il marchio Nissan al centro mentre all'interno vennero introdotte plastiche di migliore qualità per la plancia e l’airbag per il guidatore. Tale versione rinnovata non venne offerta in Giappone a causa delle basse vendite. 
In Europa venne importata a partire dal 1992 nelle due motorizzazioni 3,0 litri da 160 e 190 CV.

## Quarta generazione (1994-1999)
A causa dello scoppio della bolla speculativa giapponese alla fine degli anni ottanta la Nissan fu costretta a sviluppare un unico progetto di grande berlina (sotto il codice A32) da vendere globalmente e all'inizio del 1990 partirono i lavori per la nuova vettura. Nel marzo 1991 viene già congelato lo stile mentre nel fine 1993 la quarta generazione di Maxima viene ultimata con l'allestimento delle ultimi robot per la linea produzione nello stabilimento di Oppama. 
La presentazione al pubblico americano della quarta serie di Maxima avviene nel marzo del 1994 e le vendite partono dal mese di maggio come Model Year 1995. Questo modello diviene di estrema importanza per la casa giapponese in quanto da essa saranno ricavati anche altri modelli gemelli o che si differenzieranno solo per pochi particolari estetici e che andranno a sostituire le vecchie berline che erano prodotte solo per il mercato giapponese. 
Sul mercato americano venne proposta in tre allestimenti, la base GXE, la variante sportiveggiante SE e la lussuosa GLE, con il nuovo motore 3,0 litri V6 benzina VQ30DE con distribuzione a 24 valvole e fasatura variabile erogante 190 CV (141 kW) e 278 Nm di coppia massima abbinato ad una trasmissione manuale a 5 rapporti oppure ad un automatico a 4 rapporti. Durante la fase progettuale vi fu una grossa attenzione al contenimento dei costi, infatti il pianale rimase lo stesso della vecchia serie, ma il passo venne allungato fino a 2,70 metri, la sospensioni anteriore rimase la stessa di tipo MacPherson mentre al retrotreno venne adottata una sospensione ad assale torcente più leggero ed economico. La carrozzeria possiede un coefficiente di resistenza aerodinamica pari a 0,31.
In Canada tutti i modelli con cambio manuale presentano di serie il differenziale viscoso a slittamento limitato (assente nella versione per Stati Uniti).
Nell'ottobre del 1996 debutta in America un restyling come Model Year 1997 sviluppato presso il centro stile Nissan Design International, Inc in California e l'esterno della Maxima è stato aggiornato introducendo nuovi fari in plastica (con lenti trasparenti) rispetto ai precedenti fari in vetro, nuovi paraurti anteriori dalle forme più arrotondate, nuovi fanali posteriori ridisegnati, le lamiere del bagagliaio sono state levigata per interarsi meglio al nuovo design dei fanali posteriori, nuova calandra a listelli cromati sui modelli di punta (le versioni GLE). Tra le novità all'interno vi era un nuovo volante e un lettore CD. Vi furono anche modifiche strutturali per migliorare la resistenza agli urti e l'ABS (optional).
Nel fine 1997 vennero introdotti anche gli airbag laterali. Nel 1999 ha visto alcune modifiche minori: venne introdotto il controllo della trazione, antifurto immobilizer oltre ad alcune finiture minori della carrozzeria.
Il Maxima nordamericano del 1995 includeva un Bose Sound System sul GLE (opzionale sull'SE) che aveva un sistema audio a 6 altoparlanti, un sistema Clarion era anche un'opzione (non Bose). La quarta generazione Maxima è stata molto apprezzata per i suoi interni spaziosi e silenziosi.

### Maxima QX (Europa)

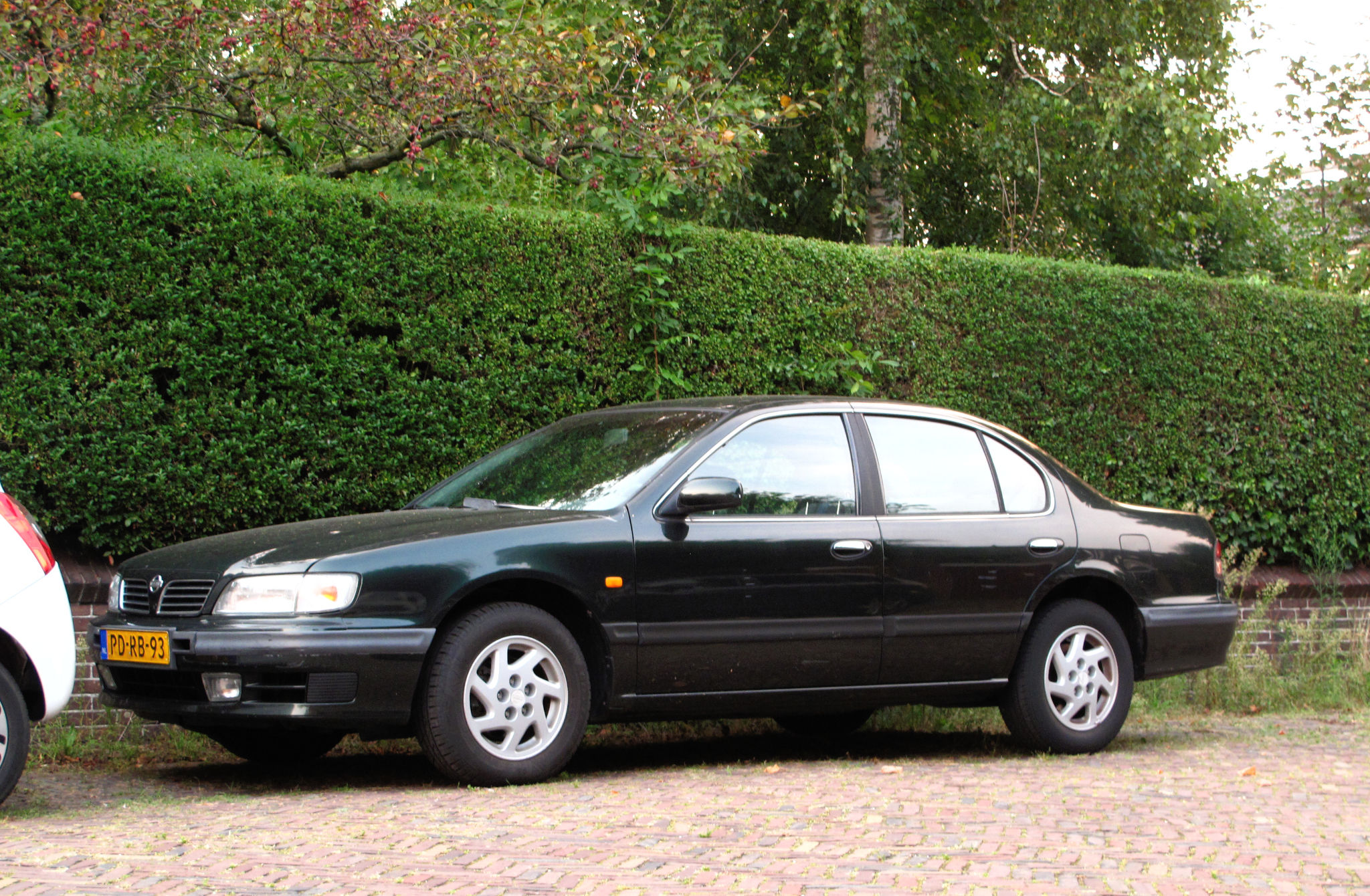
La Maxima QX europea

Annunciata nel settembre 1994 la Maxima QX è la versione per il mercato europeo che venne presentata al Salone di Francoforte il 3 ottobre dello stesso anno. La Maxima QX nello specifico era la sorella gemella della Cefiro giapponese e della Infiniti I30 nordamericana e presentava rifiniture e allestimenti molto più ricchi rispetto alla Maxima americana nonché un design differente allineato alla restante produzione Nissan europea. La dotazione comprendeva doppio airbag frontale e pretensionatore per le cinture di sicurezza. La gamma motori era composta dal 2.0 V6 benzina VQ20DE da 140 cavalli e dal 3.0 V6 benzina VQ30DE da 193 cavalli.

## Quinta generazione (1999-2004)
La quinta generazione viene identificata dal codice progettuale A33B, e come avvenuto nella quarta serie anche la quinta sarà proposta sul mercato giapponese come Nissan Cefiro, in Europa come Nissan Maxima QX e la divisione Infiniti la proporrà in una versione specifica denominata I30 ed I35 a seconda della motorizzazione.
La Maxima nordamericana viene presentata nel maggio 1999 come Model Year 2000. Il telaio di base non cambia ma viene solo allungato nel passo, il design invece è opera del cento stile Nissan californiano sotto la supervisione di Jerry Hirshberg in quanto l’intero progetto è destinato soprattutto al mercato nord americano per via degli elevati volumi di vendita.
Le sospensioni conservano lo stesso schema MacPherson all’anteriore e assale torcente al posteriore ma con l’aggiunta di una barra stabilizzatrice all’anteriore e una inedita di nuovo disegno al posteriore. L’intera scocca viene irrigidita del 10%. L'impianto frenante è a quattro dischi per tutte le versioni. 
Il motore per il mercato nordamericano è il classico 3.0 litri V6 benzina VQ30DE potenziato a 222 CV (166 kW) per le versioni GXE e GLE mentre la sportiva SE monta la versione potenziata VQ30DE-K del 3,0 litri che eroga 227 CV (169 kW).

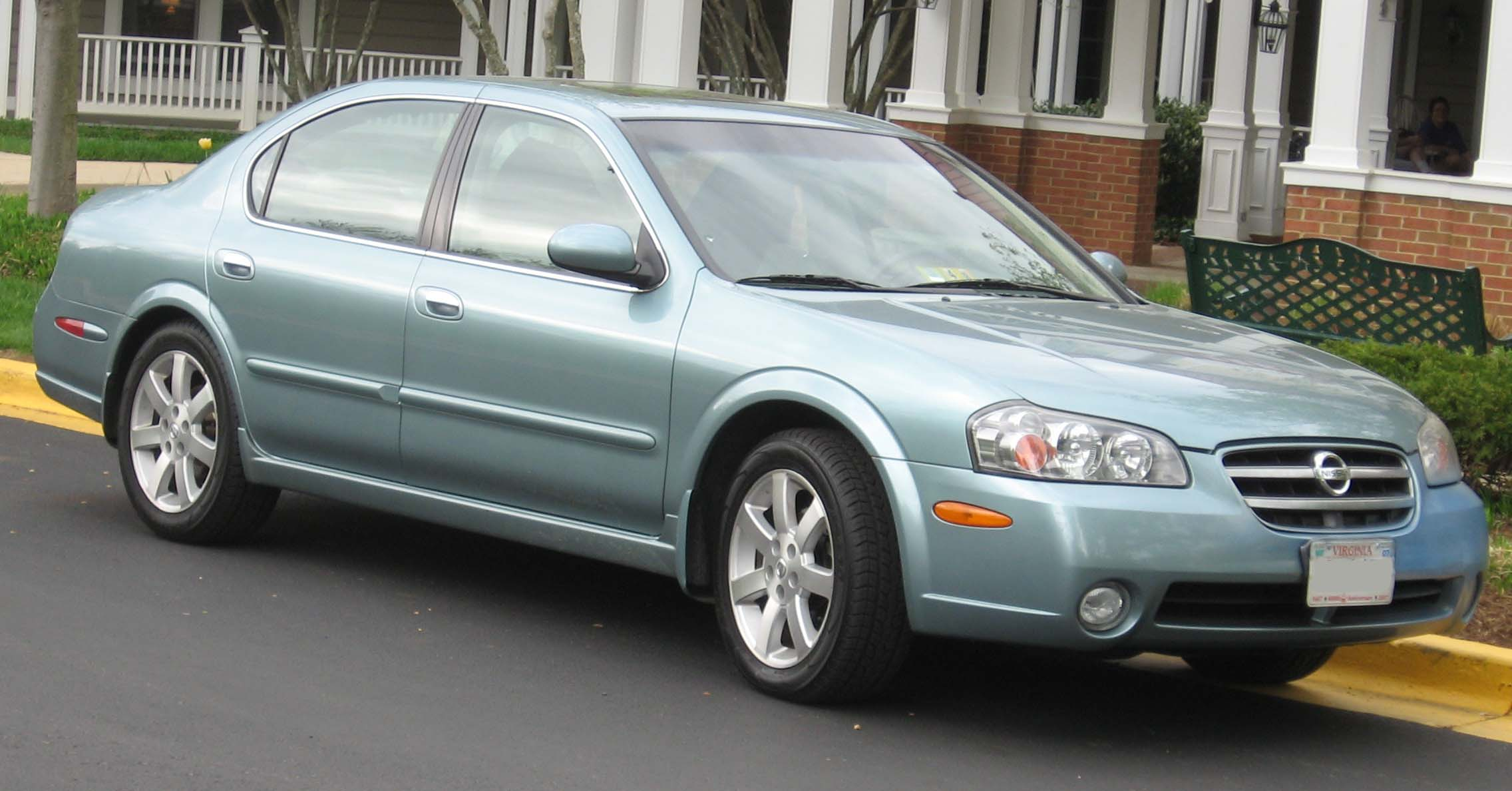
Maxima modello 2002 ristilizzata

A fine 2001 viene introdotto il restyling come Model Year 2002 e la principale novità è il nuovo motore benzina VQ35DE da 3,5 litri che eroga 255 CV (190 kW) e 334 Nm di coppia; tale motore è lo stesso utilizzato dalla sorella Infiniti I35. Il 3.5 è abbinato ad una trasmissione manuale a sei rapporti con differenziale a slittamento limitato Torsen oppure ad un automatico con convertitore a quattro rapporti. Esteticamente viene introdotta una nuova calandra con nuove bande cromate, nuovi paraurti anteriori dal design più spigoloso e nuovi fendinebbia, debutta il nuovo emblema Nissan più grande sulla calandra, vengono introdotti i nuovi fanali anteriori e posteriori con lenti trasparenti. Vengono aggiornati anche i rivestimenti interni, viene introdotto un nuovo volante, nuova leva del cambio più corta (per i modelli automatici), nuova grafica per la strumentazione con schermo LCD. I nuovi paraurti aumentavano le dimensioni della Maxima fino a 4,864 metri. Sui modelli SE venne montato un impianto frenante più efficiente. Nell'ultimo anno di produzione venne introdotto optional anche il navigatore GPS sui modelli di punta.
La produzione del modello nordamericano termina nel dicembre del 2002 mentre in Asia ed Europa le vendite termineranno nel 2004 quando sarà sostituita dalla Nissan Teana.

### Maxima QX (Europa 2000-2004)

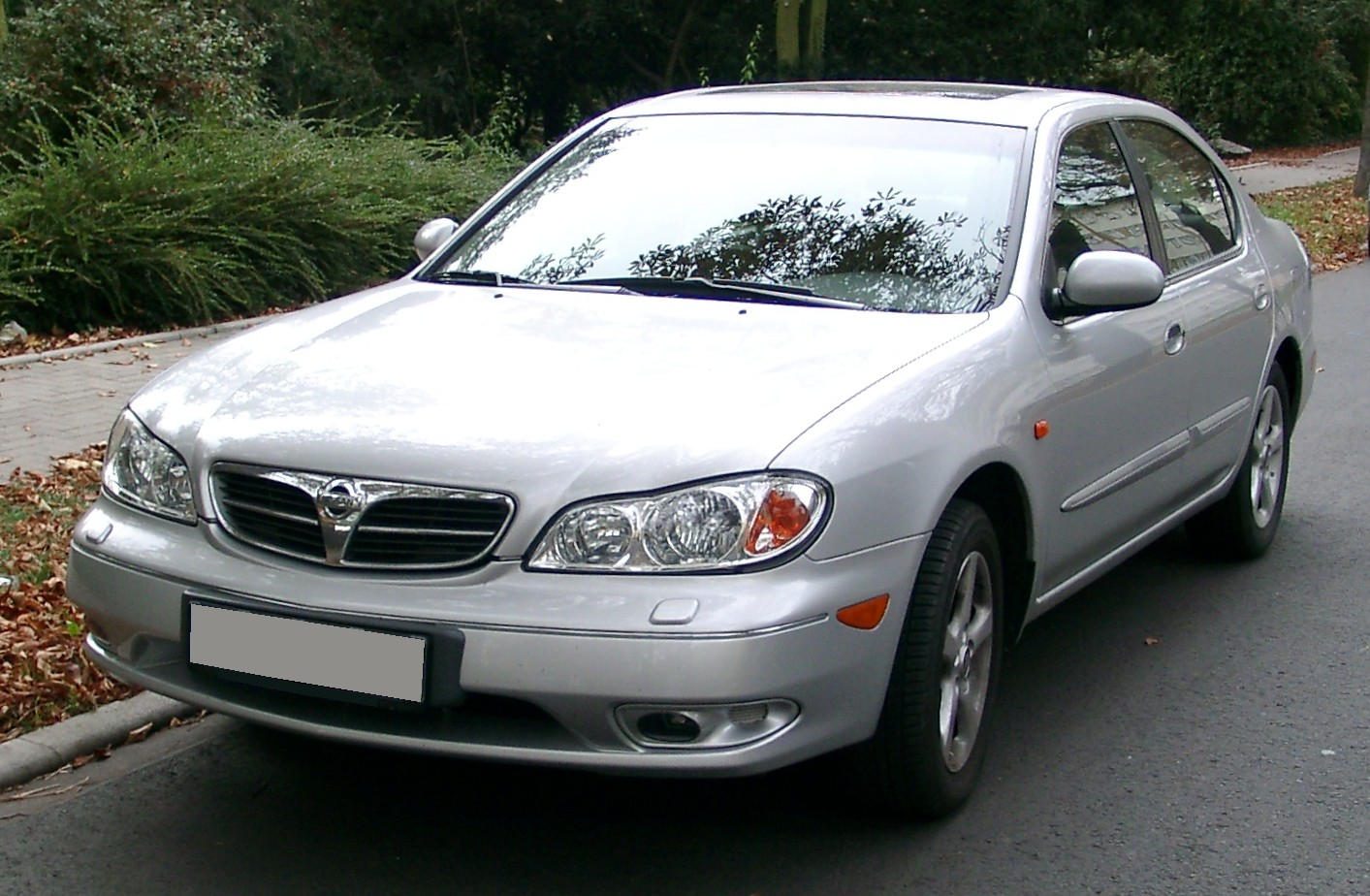
La Maxima QX (A33) europea

Il modello europeo viene presentato al salone di Ginevra nel marzo del 2000 e le vendite partono dall'estate dello stesso anno. In Italia sarà importata dal primo trimestre 2001.
Il modello europeo è denominato Maxima QX e si basa sull'estetica della versione giapponese (la Nissan Cefiro, come accadeva già con la precedente versione). Rispetto alla Maxima nordamericana possiede un frontale specifico con fari a goccia e una calandra cromata specifica oltre a paraurti differenti per le omologazioni in materia di sicurezza europee. La lunghezza è pari a 4,92 metri (come la Cefiro giapponese). Internamente presenta una dotazione più ricca in quanto viene posizionata come modello di punta della gamma europea. L'assetto è stato studiato appositamente per il mercato europeo e possiede sospensioni più rigide e impianto frenante a quattro dischi potenziato. La gamma motori è composta dai precedenti 2.0 V6 benzina da 140 CV (103 kW) e 179 Nm di coppia a 4.000 giri/min e dal 3.0 V6 benzina che eroga 200 CV (147 kW) a 6400 giri con 271 Nm di coppia massima a 3600 giri. Il cambio per tutti i motori è un manuale a cinque rapporti oppure automatico a quattro rapporti. Il bagagliaio possiede una capacità pari a 520 litri.
Le vendite in Europa terminano nel 2004 quando viene sostituita in alcuni mercati dalla Nissan Teana.

## Sesta generazione (2003-2008)
La sesta generazione Maxima è stata sviluppata dal 1998 al 2002 sotto il codice progettuale A34; si tratta di un modello specifico per il mercato nordamericano che sarà prodotta nello stabilimento di Smyrne nel Tennessee dal gennaio 2003. Il design è opera del centro stile Nissan in California guidato da Jerry Hirshberg ed è stato congelato nel marzo 2001, successivamente la vettura è stata ingegnerizzata adottando la nuova piattaforma di base Nissan FF-L di progettazione americana. Il modello di produzione venne presentato al North American International Auto Show del gennaio 2003 come Model Year 2004 e venne venduta oltre che negli Stati Uniti anche in Canada e Messico. Nei mercati asiatici la Nissan sviluppò la berlina Teana che non condivide nulla con la Maxima americana.
Il nuovo pianale FF-L è una struttura a trazione anteriore condivisa con la berlina Altima e il crossover Murano, possiede la trazione anteriore e sospensioni a quattro ruote indipendenti con avantreno di tipo MacPherson e retrotreno di tipo Multilink. Esteticamente possiede un design di rottura rispetto alle vecchie generazioni con una linea più sportiva ed originale dalle forme tondeggianti e una coda corta stile coupé. Un'altra caratteristica estetica era la presenza di serie su tutte le versioni del tetto in vetro fisso tetto SkyView che intercorre dalla parte anteriore a quella posteriore oppure optional un tetto apribile tradizionale.
La lunghezza della carrozzeria è pari a 4,915 metri mentre il passo è stato allungato fino a 2,824 metri. Il motore era il 3,5 litri V6 benzina VQ35DE che eroga 265 CV (198 kW) a 5.800 giri/min e 346 Nm di coppia a 4.400 giri/min. Erano disponibili due livelli di allestimento: SE e SL. Il modello SE era il più sportivo e offriva di serie cerchi in lega da 18 pollici, pneumatici P245/45R18V, sospensioni più rigide, spoiler posteriore e cambio automatico a quattro rapporti (optional il cambio manuale a 6 rapporti). Il modello SL era il più lussuoso e offriva di serie cerchi in lega da 17 pollici, pneumatici P225/55R17 H, finiture interne in legno, caricatore CD a 6 dischi, stereo Bose, sedili in pelle e fari HID mentre optional erano i sedili anteriori riscaldati. Il cambio manuale non è mai stato offerto nel modello SL e le sospensioni sono state messe a punto per una guida più morbida.
Nel fine 2006 venne presentato il restyling come Model Year 2007 e venne introdotto per tutti i modelli la nuova trasmissione automatica continua Xtronic CVT che disponeva di cinque marce nella modalità sequenziale. Non venne più offerto il cambio manuale e l'automatico con convertitore. Internamente venne introdotto una nuova plancia. All'esterno invece cambiarono i paraurti anteriori e posteriori, i fari avevano un design più squadrato mentre la mascherina presentava ora il pezzo centrale in plastica nera e non più in tinta carrozzeria. Venne introdotto anche il sistema Intelligent Key con accensione a pulsante. La lunghezza aumentò fino a 4,938 metri per via dei paraurti nuovi.

## Settima generazione (2008-2014)
La settima generazione di Maxima continuerà ad essere un modello esclusivo per il mercato nordamericano; frutto del progetto A35 sviluppato interamente in California viene presentata al New York International Auto Show del 2008 e la produzione parte nel maggio dello stesso anno nello stabilimento di Smyrne (Tennessee). La vettura si basa sulla nuova piattaforma a trazione anteriore Nissan D realizzata insieme alla Renault e condivisa con la Nissan Altima di quarta generazione e la Nissan Murano di seconda generazione Il design esterno e interno è opera di Shiro Nakamura ed evolve lo stile della precedente serie introducendo forme sempre stile berlina-coupé ma più arrotondate con inediti fanali anteriori a boomerang. La carrozzeria è più compatta, e possiede le stesse misure della sorella Altima infatti la lunghezza viene ridotta a 4,841 metri, la larghezza invece aumenta a 1,859 metri mentre l'altezza è pari a 1,468 metri. Anche il passo viene ridotto a 2,776 metri. A differenza della Altima però la Maxima viene posizionata più in alto in termini di prezzi andando sempre a rappresentare l'ammiraglia del marchio. 

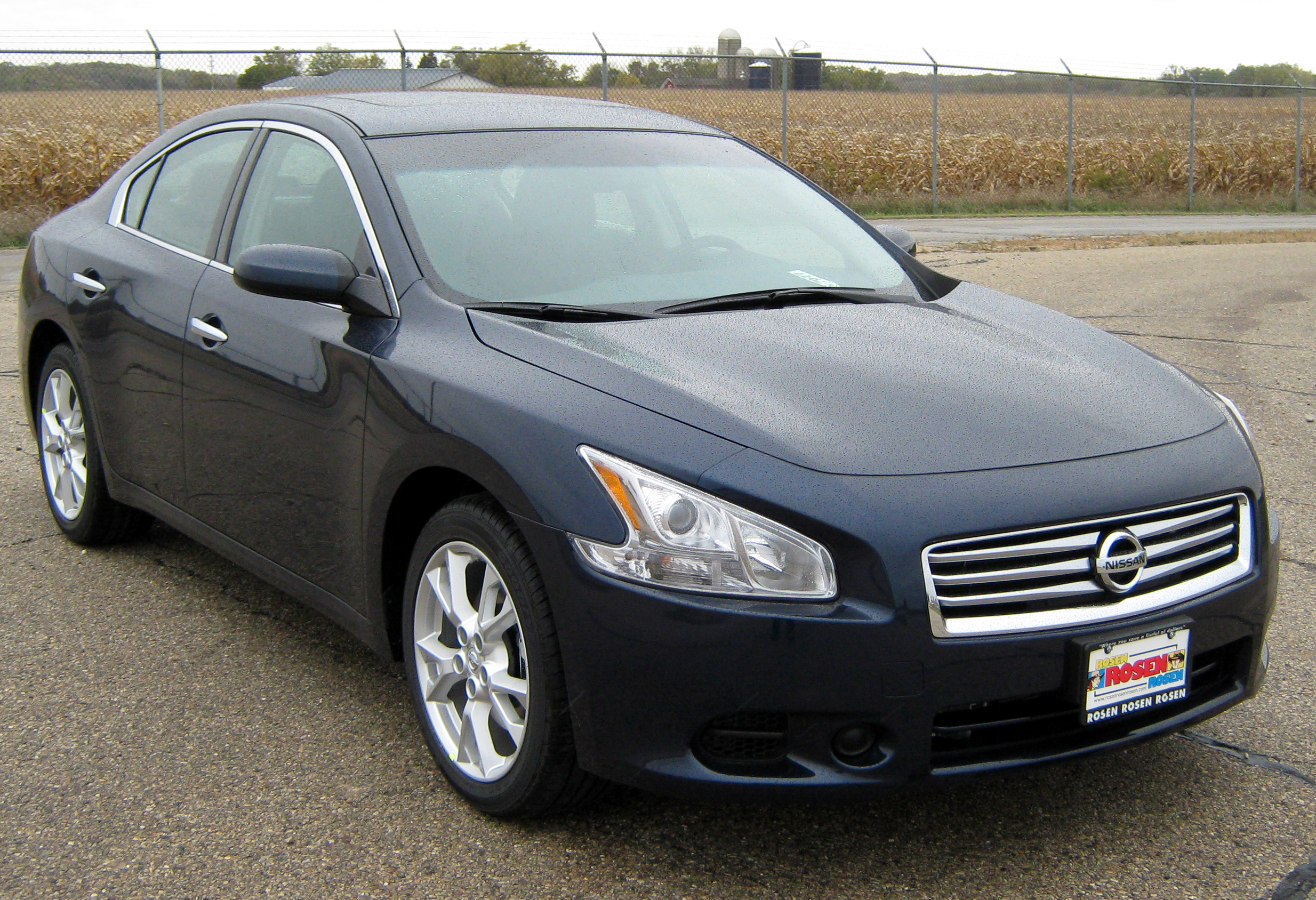
Nissan Maxima del 2012

L'unico motore in gamma è il classico 3.5 V6 benzina VQ35DE potenziato a 290 CV (216 kW) e 354 Nm di coppia massima abbinato ad una versione rivista del cambio a variazione continua Xtronic CVT che dispone anche di palette al volante per la modalità sequenziale. La vettura è stata offerta negli allestimenti S ed SV con diversi pacchetti di accessori disponibili. L'accensione a pulsante era di serie per tutti i modelli. Negli Stati Uniti, la settima generazione di Maxima è stata messa in vendita alla fine di giugno 2008. Il vetro centrale SkyView è stato sostituito da un classico tetto apribile panoramico.
Durante il suo ciclo di vita la Maxima non ha avuto grandi aggiornamento ne un restyling nonostante le vendite nordamericane si mantenevano costante sulle 50-60 mila unità l’anno. La casa giapponese infatti spingeva molto sulla sorella Altima e sulla gamma SUV molto più redditizia.  Nel fine 2011 venne presentato il Model Year 2012 che introdusse solo una nuova calandra anteriore e nuovi cerchi in lega oltre a vari pacchetti di accessori. 
Nel 2013 venne introdotta la radio SiriusXM Satellite e un nuovo display LCD per il sistema multimediale oltre a nuove colorazioni per la carrozzeria. 
Nel 2014 vennero offerti i nuovi fari allo Xeno. La produzione termina nel fine 2014.

## Ottava generazione (dal 2015)
Anticipata dal prototipo Nissan Sport Sedan Concept esposto al salone di Detroit nel 2014 la settima generazione (codice progettuale A35) è stata prima anticipata da alcuni teaser pubblicitari durante il Super Bowl e presentata ufficialmente al salone di New York 2015 da Carlos Ghosn allora presidente della Nissan. La produzione avviene nello stabilimento Nissan del Tennessee.
La piattaforma di base è la stessa della precedente e il passo non è stato cambiato, condividendo tutta la struttura di base con la Altima. La scocca è più rigida del 25% ed utilizza una maggior quantità di acciai alto-resistenziali. Il peso è minore di circa 40 kg. Le sospensioni sono di tipo MacPherson anteriori con montanti in alluminio e multilink al posteriore. La trazione è anteriore. Esteticamente possiede un design di rottura rispetto alle vecchie serie, più sportivo e filante, con il tetto “fluttuante” che discende sul montante C, una grande calandra nera frontale con il logo Nissan tra un trapezio cromato e fanali con elementi appuntiti. L’altezza viene ridotta a 1,435 metri, la lunghezza è di 4,897 metri e la larghezza è di 1,859 metri. La vettura viene sponsorizzata nuovamente con la target line “4DSC” (4-door sports car), come avvenuto sulla Maxima di terza generazione, per differenziarla dalla sorella Altima dal design più tradizionale.
Internamente introduce il nuovo sistema multimediale con navigatore NissanConnectSM con schermo touchscreen da 8 pollici, servizi telematici SiriusXM, connessione internet e compatibilità con smarthphone. Viene introdotta anche la nuova strumentazione con schermo TFT da 7 pollici. Tra gi accessori di sicurezza di serie sono presenti numerosi ADAS come radar predittivo anti collisione (PFCW), Intelligent Cruise Control (ICC), frenata d'emergenza in caso di ostacolo (FEB), segnalatore veicoli in fase di sorpasso (CTA) e Blind Spot Warning (BSW), optional il rilevamento stanchezza.
Il motore è il classico 3.5 V6 da 300 CV (224 kW) e 353 Nm di coppia accoppiato al cambio Xtronic CVT. 
Gli allestimenti per il mercato nordamericano sono tre: SV, SR, e Platinum.
L’ottava serie è stata esportata anche in alcuni paesi asiatici in quanto la precedente Teana era uscita di produzione senza una erede. 
Dal novembre 2015 per la prima volta la Maxima viene introdotta anche sul mercato cinese prodotta dalla joint venture "Dongfeng Nissan Passenger Vehicle Company" nello stabilimento di Xiangyang. La vettura venne presentata al salone di Guangzhou e le vendite partirono dall'aprile 2016.
Nel settembre del 2020 viene introdotta sul mercato USA la versione speciale 40th Anniversary che celebra i 40 anni del modello. Tale allestimento è caratterizzato da finiture di colore nero come la calandra e i cerchi e una dotazione di serie arricchita.